# براودوی، ورسسترشر
براودوی (به انگلیسی: Broadway) یک روستا و محله مدنی در بریتانیا است که در Wychavon واقع شده‌است. براودوی ۲٬۵۴۰ نفر جمعیت دارد.